# Tables internationales de cristallographie
L'Union internationale de cristallographie (IUCr) publie une série de volumes sous le titre International Tables for Crystallography dans lesquels les standards internationaux en cristallographie sont officialisés et expliqués en détail.
En 2016, les volumes publiés sont les suivants :
- volume A : Symétrie de groupes d'espace  (ISBN 978-0-470-97423-0) ;
- volume A1 : Relations de symétrie parmi les groupes d'espace  (ISBN 1-4020-2355-3) ;
- volume B : Espace réciproque  (ISBN 0-7923-6592-5) ;
- volume C : Tables mathématiques, physiques et chimiques  (ISBN 1-4020-1900-9) ;
- volume D : Propriétés physiques des cristaux  (ISBN 1-4020-0714-0) ;
- volume E : Groupes sous-périodiques  (ISBN 1-4020-0715-9) ;
- volume F : Cristallographie des macromolécules biologiques  (ISBN 0-7923-6857-6) ;
- volume G : Définition et échange des données cristallographiques  (ISBN 1-4020-3138-6).

D'autres volumes sont en préparation, notamment :
- volume H : Diffraction sur poudre
- volume I : Spectroscopie d'absorption des rayons X